# آکوستا اوا ارلنتستوتیر
آکوستا اِوا اِرلنتستوتیر (ایسلندی: Ágústa Eva Erlendsdóttir؛ تلفظ ایسلندی: [ˈau:kusta ˈɛ:va ˈɛrlɛntsˌtouʰtɪr]‏؛ زادهٔ ۲۸ ژوئیه ۱۹۸۲) بازیگر اهل ایسلند است.
از فیلم‌ها یا مجموعه‌های تلویزیونی که وی در آن‌ها نقش داشته استT می‌توان به شهر شیشه‌ای، گیسوکمند و یخ‌زده اشاره نمود.